# Bördeaue
 (août 2024).
Si vous disposez d'ouvrages ou d'articles de référence ou si vous connaissez des sites web de qualité traitant du thème abordé ici, merci de compléter l'article en donnant les références utiles à sa vérifiabilité et en les liant à la section « Notes et références ».
Bördeaue est une commune de Saxe-Anhalt, en Allemagne. Elle a été créée le 1er janvier 2010, par fusion des anciennes communes de Unseburg et de Tarthun.